# Lac Ulungur
Le lac Ulungur est situé en Chine, à l'extrémité nord de la région autonome du Xinjiang (district de Fuhai). C'est un des dix plus grands lacs d'eau douce de Chine. Sa superficie est de 1 035 kilomètres carrés.

## Description
Le lac Ulungur se trouve dans une dépression aride, un peu au sud du cours de l'Irtych (appelé ici Ertix). Il est alimenté essentiellement par la rivière Ulungur venue de l'est, dont il constitue le déversoir naturel. Il est au centre d'un bassin endoréique. Quelques autres cours d'eau beaucoup moins importants et intermittents contribuent aussi à son alimentation. 
Le lac Ulungur est divisé en deux lacs plus petits : le lac Buluntuo au nord, de loin le plus vaste, et le lac Jili au sud.
En service depuis 2000, un canal a été construit depuis le bassin tout proche de l'Irtych, en vue de transférer une partie du débit de l'Irtych dans le lac. 450 millions de mètres cubes d'eau sont annuellement transférés par un canal de 300 kilomètres, soit 14,27 m3/s. Il est prévu de porter ce volume à un milliard de mètres cubes en 2020 
.

## Tourisme
Une grande plage de sable fin s'étend sur dix kilomètres le long du sud-est du lac. L'endroit est un lieu apprécié des touristes, car il propose diverses activités aquatiques : natation, navigation, canotage à moteur, etc. 
En hiver, le lac est totalement gelé, et des pêches sous la glace sont organisées.